# Ледренгем
Ледренгем (фр. Ledringhem) — коммуна во Франции, регион О-де-Франс, департамент Нор, округ Дюнкерк, кантон Ворму, в 50 км от Лилля.
Население (2017) — 661 человек.

## Экономика
Основным видом деятельности является сельскохозяйственное производство. Выращиваются зерновые (пшеница, ячмень, овес), лен, кормовая и сахарной свекла, картофель, распространено садоводство, животноводство (коровы, свиньи, птицы, и т. д.).
Имеется также несколько небольших предприятий, в том числе оказывающих медицинские услуги.